# أيض بشري المنشأ
الأيض بشري المنشأ، يُشار إليه أيضًا باسم «استقلاب الأنثروبوسفير»، وهو مصطلح يستخدم في البيئة الصناعية وتحليل تدفق المواد وإدارة النفايات، لوصف دوران المواد والطاقة في المجتمع البشري. ينبثق من تطبيق تفكير النظم على الأنشطة الصناعية وغيرها من الأنشطة التي من صنع الإنسان، وهو مفهوم مركزي للتنمية المستدامة. يرتبط الجزء الأكبر من تدفقات مواد البيئية البشرية (من صنع الإنسان) في المجتمعات الحديثة، بأحد الأنشطة التالية: الصرف الصحي، والنقل، والسكن، والاتصالات، التي كانت «ذات أهمية أيضية قليلة في عصور ما قبل التاريخ». تبلغ المخزونات العالمية من الفولاذ من الصناعي في المباني والبنية التحتية والمركبات مثلًا، حوالي 25 جيجا طن (أكثر من ثلاثة أطنان للفرد)، وهو رقم لا يُتجاوز إلا من خلال مواد البناء مثل الخرسانة. ترتبط التنمية المستدامة ارتباطًا وثيقًا بتصميم استقلاب الأنثروبوسفير المستدام، والذي سينطوي على تغييرات جوهرية في الطاقة ودوران المواد للأنشطة البشرية المختلفة. يمكن اعتبار الأيض بشري المنشأ مرادفًا لعملية الأيض الاجتماعي أو الاجتماعي الاقتصادي، ويتألف من كل من الأيض الصناعي والأيض الحضري.

## التأثيرات السلبية
يشير الأيض بشري المنشأ بصياغة مبسطة إلى تأثير العالم الصناعي الحديث على العالم. تتضمن الكثير من هذه التأثيرات إدارة النفايات، وبصمتنا البيئية، وبصمتنا المائية، وتحليل التدفق (أي معدل استنفاد الطاقة من حولنا). تحدث معظم عمليات الأيض البشرية المنشأ في البلدان المتقدمة، إذ «يعتبر النمو الاقتصادي حاليًا السبب الرئيسي للتغير المناخي المتزايد، والتغير المناخي آلية رئيسية لفقدان التنوع البيولوجي، ويعد النمو الاقتصادي لهذا السبب حافزًا رئيسيًا لفقدان التنوع البيولوجي» وفقًا لروزاليس.
تشير البصمة المائية إلى كمية المياه التي يستخدمها كل منا في حياته اليومية. معظم مياه العالم عبارة عن مياه مالحة لا يمكننا استخدامها في إمداداتنا الغذائية أو المائية، لذلك تتضاءل الآن مصادر المياه العذبة التي كانت وفيرة في يوم من الأيام، بسبب الأيض بشري المنشأ للتعداد السكاني المتزايد. تشمل البصمة المائية كمية المياه العذبة اللازمة لاحتياجات كل مستهلك.
يعتقد جاي آلان أن «هناك تأثير كبير لاستخدام المياه على مخازن المياه السطحية والجوفية وعلى التدفقات التي تعاد إليها المياه بعد الاستخدام. ثبت أن هذه التأثيرات عالية بشكل خاص في الصناعات التحويلية، إذ أن هناك أقل من 10 اقتصادات في جميع أنحاء العالم لديها فائض مائي كبير، ولكن هذه الاقتصادات قد نجحت في تلبية- أو لديها القدرة على سد- العجز المائي في الاقتصادات الأخرى البالغ عددها 190. يتمتع المستهلكون بوهم الأمن الغذائي والمائي الذي توفره التجارة الافتراضية للمياه».
تعد البصمة البيئية إضافةً لذلك، طريقةً أكثر اقتصادا وتركيزًا على الأرض للنظر في التأثير البشري. تميل البلدان المتقدمة لترك بصمات بيئية أعلى، والتي لا تتوافق بشكل صارم مع إجمالي سكان البلد. تعدّ البصمة البيئية وفقًا لبحث أجراه كل من دياس دي أوليفيرا وفوغان وريكيل «أداة حسابية تستند إلى مفهومين أساسيين، الاستدامة والقدرة الاستيعابية. تسهل تقدير استهلاك الموارد ومتطلبات استيعاب النفايات لسكان بشريين أو قطاع اقتصادي محدد من حيث مساحة الأرض المنتجة المقابلة».
تعدّ دورة النيتروجين من الدورات الرئيسية التي يمكن أن يساهم بها البشر لإحداث تأثير كبير على التغير المناخي. يأتي ذلك من الأسمدة النيتروجينية التي نستخدمها نحن البشر. أجرى غروبر وغالوي بحثًا مفاده أن «التسارع الهائل في دورة النيتروجين الناجم عن الإنتاج والاستخدام الصناعي للأسمدة النيتروجينية الاصطناعية في جميع أنحاء العالم، أدى إلى مجموعة من المشكلات البيئية. الأهم من ذلك هو كيف سيؤثر توافر النيتروجين على استمرارية الغلاف الحيوي للأرض في امتصاص الكربون من الغلاف الجوي، وبالتالي الاستمرار في المساعدة في التخفيف من التغير المناخي».
تعد دورة الكربون مساهمًا رئيسيًا في التغير المناخي، من خلال الأيض بشري المنشأ بالدرجة الأولى. تتمثل بعض الأمثلة على كيفية مساهمة البشر في الكربون الموجود في الغلاف الجوي في حرق الوقود الأحفوري وإزالة الغابات. اكتشف توماس وتيان بإلقاء نظرة فاحصة على دورة الكربون أنه «ثمة إقرار أن الأنشطة البشرية، مثل حرق الوقود الأحفوري، وتغيير استخدام الأراضي، وحصاد الغابات على نطاق واسع، قد أدت إلى زيادة غازات الدفيئة في الغلاف الجوي منذ بداية الثورة الصناعية. يُعتقد أن الكميات المتزايدة من غازات الدفيئة، وخاصة ثاني أكسيد الكربون في الغلاف الجوي، قد تسببت في التغير المناخي والاحتباس الحراري».
ستعاني الحيوانات أيضًا من التغير المناخي، وليس البشر فقط، إذ يُتوقع أن تنقرض بعض الأنواع بسبب تأثر موائلها، كالحيوانات البحرية. أثر الأيض بشري المنشأ بشكل كبير على النظم البحرية، إذ تشير النتائج المثيرة وفقًا لبلوستاين إلى أن «كل كيلو متر مربع يتأثر بمؤثر بشري المنشأ على التغير البيئي».
تظهر الآثار السلبية للأيض بشري المنشأ من خلال البصمة المائية، والبصمة البيئية، ودورة الكربون، ودورة النيتروجين، والدراسات على النظام البيئي البحري التي تظهر آثارًا كبيرة من قبل البشر والبلدان المتقدمة والتي تشمل المزيد من الصناعات، وبالتالي المزيد من الأيض بشري المنشأ.